# ハンデルスブラット

ハンデルスブラット（独：Handelsblatt）は、ドイツの主要な日刊商業経済紙。ドイツにおいて最大の経済新聞である。
ドイツの大手出版社ホルツブリンク出版グループ傘下のハンデルスブラット出版社から発行されており、本社はデュッセルドルフにある。1日に12万部近い部数が発行されている。1946年以来、現在と同じ様式で発行されており、ドイツの新聞の主要な引用指標で上位を維持している。

## 歴史
初回発行は1946年の5月16日であった。1970年9月1日には競争相手であったインダストリアクーリエを買収した。1976年新聞社の編集局はデュッセルドルフのMartin-Luther-Platz 1に移動した。Pierre Gerckens、Alexander Schettler、Wilhelm Zundler、Georg-Dieter von Holtzbrinckがハンデルスブラットの管理を行っている。

## 経済辞書
2005年9月から経済学と政治に関して使用される用語を定義するWirtschaftsWikiと呼ばれるオンライン辞書を提供している。いわゆる、wikiでありどんな登録ユーザもデータベースを変更できる。

## ハンデルスブラット経済学者ランキング
2006年9月には、ドイツ、オーストリア、スイスに住むドイツ語話者の経済学者を格付けした。このうち英語での概要はオンラインで利用可能になっている。